# Kompleksy alkinowe
Kompleksy alkinowe – nazwane również, nie do końca poprawnie acetylenowymi to związki metaloorganiczne, z grupy π-kompleksów, w których występuje przynajmniej jedno wiązanie koordynacyjne powstałe na skutek bocznego nałożenia orbitali π wiązania potrójnego węgiel-węgiel (C≡C) i orbitalu d metalu przejściowego.
Ligandami alkinowymi nazwa się w chemii metaloorganicznej nie tylko "czyste" alkiny, ale także wszelkie ich pochodne zdolne do tworzenia wiązań π-d między ugrupowaniami C≡C i metalem centralnym kompleksu.

## Otrzymywanie
Na ogół kompleksy alkinowe otrzymuje się poprzez wymianę z innymi ligandami:
Czasami kompleksy alkinowe powstają też na skutek wewnątrzcząsteczkowego przegrupowania:

## Własności
Własności kompleksów alkinowych są bardzo zbliżone do kompleksów alkenowych. Są one jednak bardziej reaktywne, posiadają zdolność do dostarczania zmiennej liczby elektronów do centralnego atomu metalu oraz tworzenia mostków:
Mostki alkinowe – podobnie jak to jest w przypadku wiązań π-d w kompleksach alkenowych ulegają zjawisku rezonansu chemicznego, przy czym w ich przypadku możliwe są aż trzy różne struktury rezonansowe:
Najważniejsza z praktycznego powodu reakcja z udziałem ligandów alkinowych to spontaniczny przeskok ligandu wodorkowego do ligandu alkinowego, który jest kluczowym etapem cyklu katalitycznego w  reakcji selektywnego uwodorniania acetylenu do etylenu, który jest podstawowym sposobem otrzymywania etylenu w przemyśle (tzw. proces Reppego):